# Социалистическая партия Македонии
Социалистическая партия Македонии (СПМ, макед. Социјалистичка партија на Македониjа) является политической партией в Республике Македонии, основана 22 сентября 1990 года в качестве преемника Социалистического союза трудового народа Македонии. СПМ провозглашает, что это левая демократическая социалистическая партия. СПМ является частью коалиционных правительств с 1992 по 1998 год, во главе с СДСМ. Первым лидером партии был Киро Поповский и его нынешним лидером является Любисав Иванов-Дзинго.
На парламентских выборах, 15 сентября 2002 года, партия получила 2,1% голосов избирателей и 1 из 120 мест. Перед этими выборами СПМ сломала свои тесные отношения с СДСМ. В декабре 2003 года СПМ сформировали коалицию Демократической альтернативы и демократического союза.
На парламентских выборах в 2006 году партия увеличила число мест от 1 до 3 и участие в своем первом коалиционном правительстве с ВМРО-ДPMHE во главе с Николой Груевски.
На парламентских выборах 2008 партия сохранила свою количество мест в 3 и в настоящее время является вторым по величине партией в коалиционном правительстве во главе с правоконсервативной партией ВМРО-ДPMHE.
В правительстве партии участвует 1 министр, Лджупкo Димовски, министр сельского хозяйства, лесоводства и водного хозяйства и одного вице-министра транспорта и связи.